# زنان در انقلاب روسیه
زنان در انقلاب روسیه (انگلیسی: Women in the Russian Revolution) نقشی ویژه داشتند. نقش کارگران، بویژه زنان کارگر، در انقلاب اکتبر معمولاً نادیده گرفته شده‌است ولی وقایع سال ۱۹۱۷ ثابت کرد که توده‌های کارگر می‌توانند جایگزین نظام سرمایه‌داری شوند. زنان در انقلاب اکتبر نشان دادند که چگونه ستم دیدگان به صحنه می‌آیند و در یک نبرد انقلابی جامعه را تغییر می‌دهند، چگونه تبعیض جنسیتی به چالش گرفته می‌شود و چگونه طبقه کارگر می‌تواند به تمامی اشکال ظلم و ستم تهاجم کند.
کارل مارکس نیز عقیده داشت که انقلابهای بزرگ اجتماعی بدون حضور فعال زنان غیرممکن است.
به علت وقوع جنگ در روسیه؛ زنان بیش از ۴۰ درصد کارگران این کشور را تشکیل می‌دادند. مشارکت فعالِ آن‌ها در امر انقلاب عاملی تعیین‌کننده در پیروزیِ بر نظام تزاری به حساب می‌آید.

## زنان روسیه در ۸ مارس ۱۹۱۷
در سال ۱۹۱۷ در روز زنان کارگر در سنت پترزبورگ ایده یک اعتصاب عمومی در ۸ مارس، روز جهانی زن گسترش یافت. در آن روز، صدها نفر از زنان سنگ و گلوله برفی به پنجره کارخانه پرتاب کردند و کارگران مرد همکار خود را به خیابان کشاندند. زنان شرکت کننده در این شورش به پاسگاه‌های پلیس تهاجم کردند. بسیاری از سربازان از شلیک کردن به زنان خودداری کردند. زنان شرکت کننده در شورش بچه‌هایشان را هم به همراه خود داشتند. لئون تروتسکی بعدها نوشت زنان سربازها را خلع سلاح کردند و به آنها دستور دادند که: «شمشیرهایتان را به زمین بگذارید و به ما بپیوندید».
به این ترتیب طی پنج روز رژیم تزار که قرن‌ها بر روسیه حاکم بود سرنگون شد.

## جرقه اولین موج قیام با اعتراضات زنان بخش
قحطی و گرسنگی کار را برای کارگران روسی سخت کرد تا بتوانند جامعه را اداره کنند. همکاری و مشارکت زنان همانگونه که در ماه‌های فوریه و مارس ۱۹۱۷ بود ادامه پیدا نکرد. به‌هرحال اعتراضات زنان بخاطر غذا در ماه مه سال ۱۹۱۸ بود که جرقه اولین موج قیام علیه دولت بلشویک را دامن زد. پس از آن در برنامه‌های پنج ساله اقتصادی ژوزف استالین زنان در صف مقدم اعتصاب کارگری و دهقانی قرار گرفتند و با سیاست خشونت‌آمیز استالین مقابله کردند. رژیم استالین توانست با گرسنگی دادن و سرکوب تمامی این مقاومت‌ها را کنترل کند.